# Arturo Orsoni
Arturo Orsoni (Vedrana di Budrio, 16 febbraio 1867 – Bologna, 6 luglio 1928) è stato uno scultore italiano, attivo nella fine del 1800 e nel primo quarto del 1900.

## Biografia

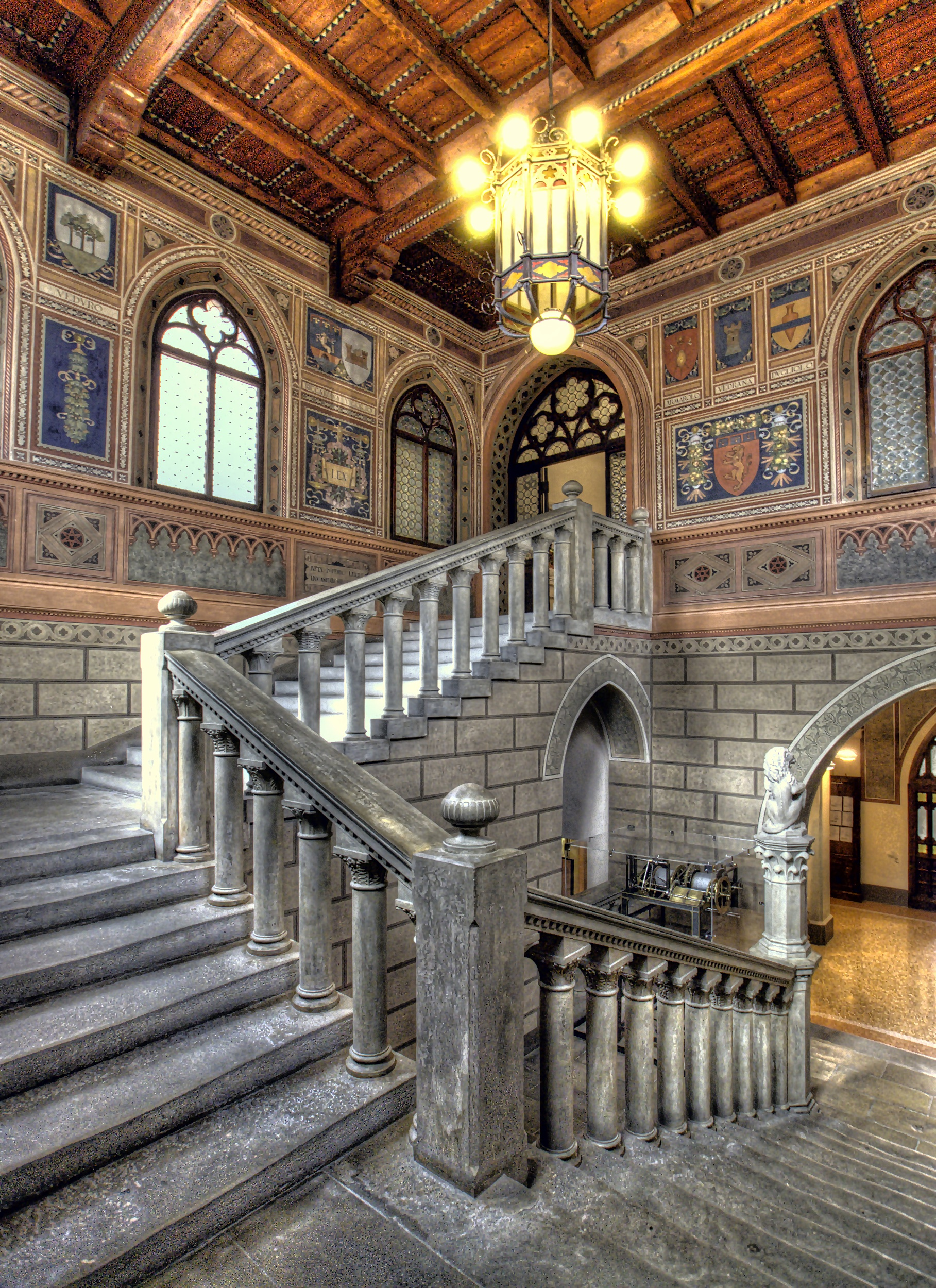
Il palazzo municipale di Budrio

Arturo Augusto Vincenzo Orsoni nacque a Vedrana di Budrio in una modesta quanto numerosa famiglia in cui fu il decimo di 13 figli, nati dal fabbro ferraio Ludovico Ignazio (1820-1900) ed Emilia Righetti (1831-1913).
Dopo la prima formazione scolastica, nel 1886 si iscrisse al Regio Istituto di Belle Arti, superando con ottimi risultati i tre anni di corsi; successivamente, dal 1889 al 1893, frequentò il corso di scultura, nuovamente con ottimi risultati. Nel 1894 vinse il prestigioso concorso Curlandese con tema La fucilazione di Gioacchino Murat mentre nel 1895 ottenne l’approvazione del bozzetto per il bassorilievo, posto sul secondo livello della scalea della Montagnola, dal titolo La distruzione del Castello di Galliera.
Gravitò nell’ambiente dell’Accademia bolognese dove fu molto stimato dal professore di Ornato Silvio Gordini che gli affidò parte dei decori della bandiera d’onore che Bologna offrì a Torino per i cinquant’anni dello Statuto Albertino. Si può anche ipotizzare che, grazie alla mediazione di Gordini, amico di Alfredo Benni e insieme a Orsoni progettista e decoratore di Villa Benni in via Saragozza a Bologna, sia stata affidata proprio a Orsoni la Pietà della Cella Benni nel Chiostro VI della Certosa di Bologna.
Coi professori Rubbiani, Gordini e Dagnini, frequentò la bottega degli argentieri Zanetti. Fu membro della Società di artisti  "Francesco Francia": pur non figurando tra i fondatori, risultò nell’albo d’oro degli iscritti pur senza partecipare alle esposizioni promesse dalla Società.
Nel 1899 si reca a Caracas in Venezuela come rappresentante della ditta dei marmisti Venturi. In quel paese riuscì a farsi apprezzare tanto da meritare il titolo di "Cavaliere". Nel luglio del 1900 lo si ritrova a Bologna dove concorse al bozzetto per il monumento a Garibaldi di cui fu vincitore Arnaldo Zocchi.
Fu autore di molte opere prevalentemente ubicate a Bologna e provincia ma anche in altre città italiane, tra cui Roma.
Arturo Orsoni morì per malattia nella sua casa (dove viveva con la moglie Elisa Boschetti, vedova di Domenico Degli Esposti Alianti, sposata il 24 giugno 1924) di Bologna il 6 luglio 1928 all'età di 61 anni dopo una vita operosa. È sepolto nella tomba di famiglia al cimitero di Vedrana di Budrio.

## Lo stile e la critica
Pur rivelando la formazione accademica, sia nelle opere sacre che in quelle a carattere funerario Orsoni passò dal verismo ottocentesco al gusto modernista, - Liberty compreso - tornando dopo la prima guerra verso inclinazioni più meditate. Nella sua produzione, mancano le composizioni complesse mentre predominano le figure singole. Significativi restano i ritratti, capaci di cogliere i tratti distintivi dell'effigiato. In generale, prevalgono nelle sue opere i buoni sentimenti fortemente segnati dalla religiosità popolare, soprattutto nelle opere destinate alle chiese, tanto da farlo definire, alla sua morte, «un artista cristiano».
Artista dal carattere schivo e raramente citato negli studi riguardanti la scultura bolognese, grazie a ricerche recenti si sta delineando una sua produzione più articolata, inserita in un periodo in cui Bologna fu interessata da grandi cambiamenti storico-artistici.

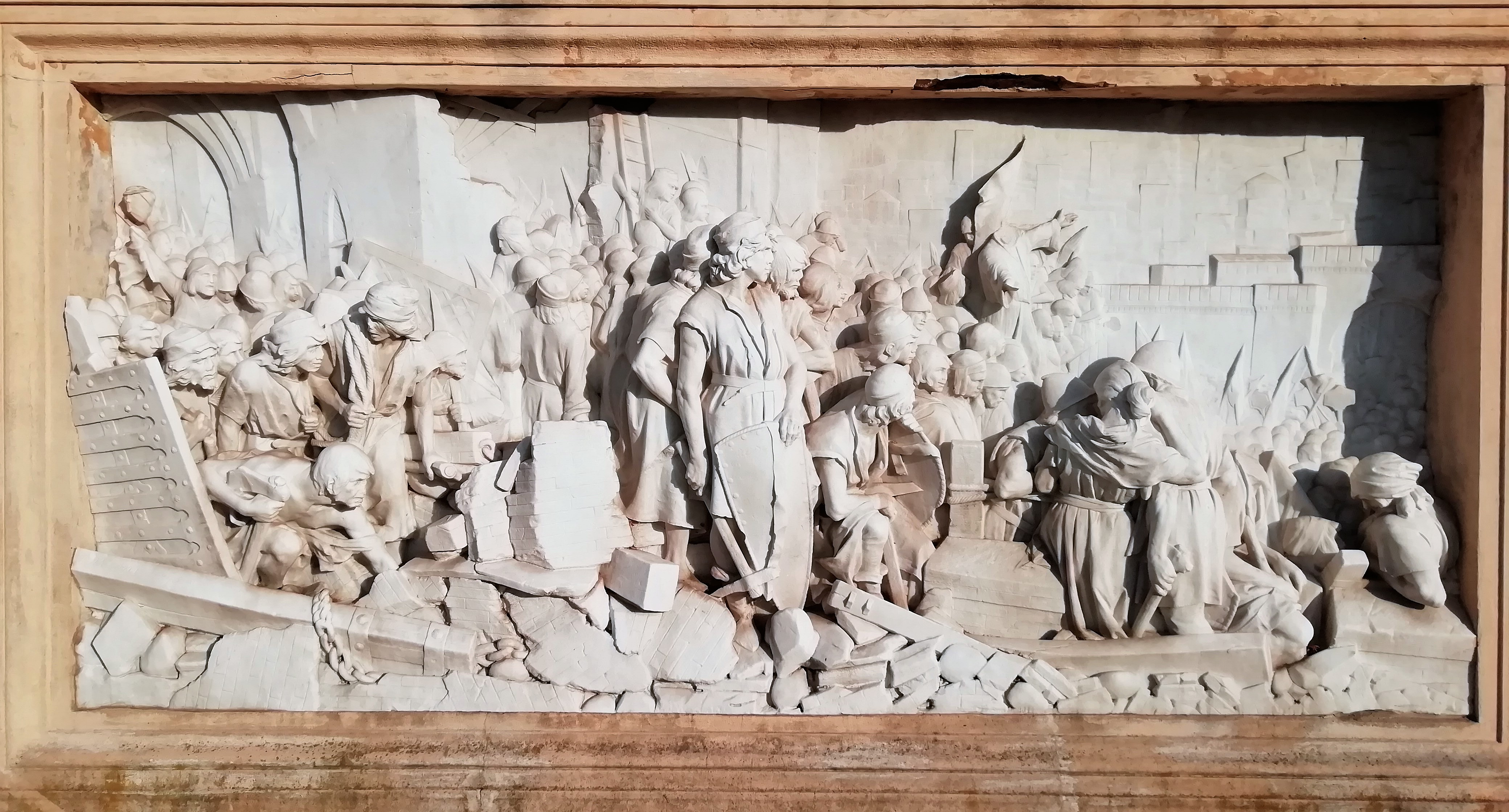
La distruzione della rocca di Galliera

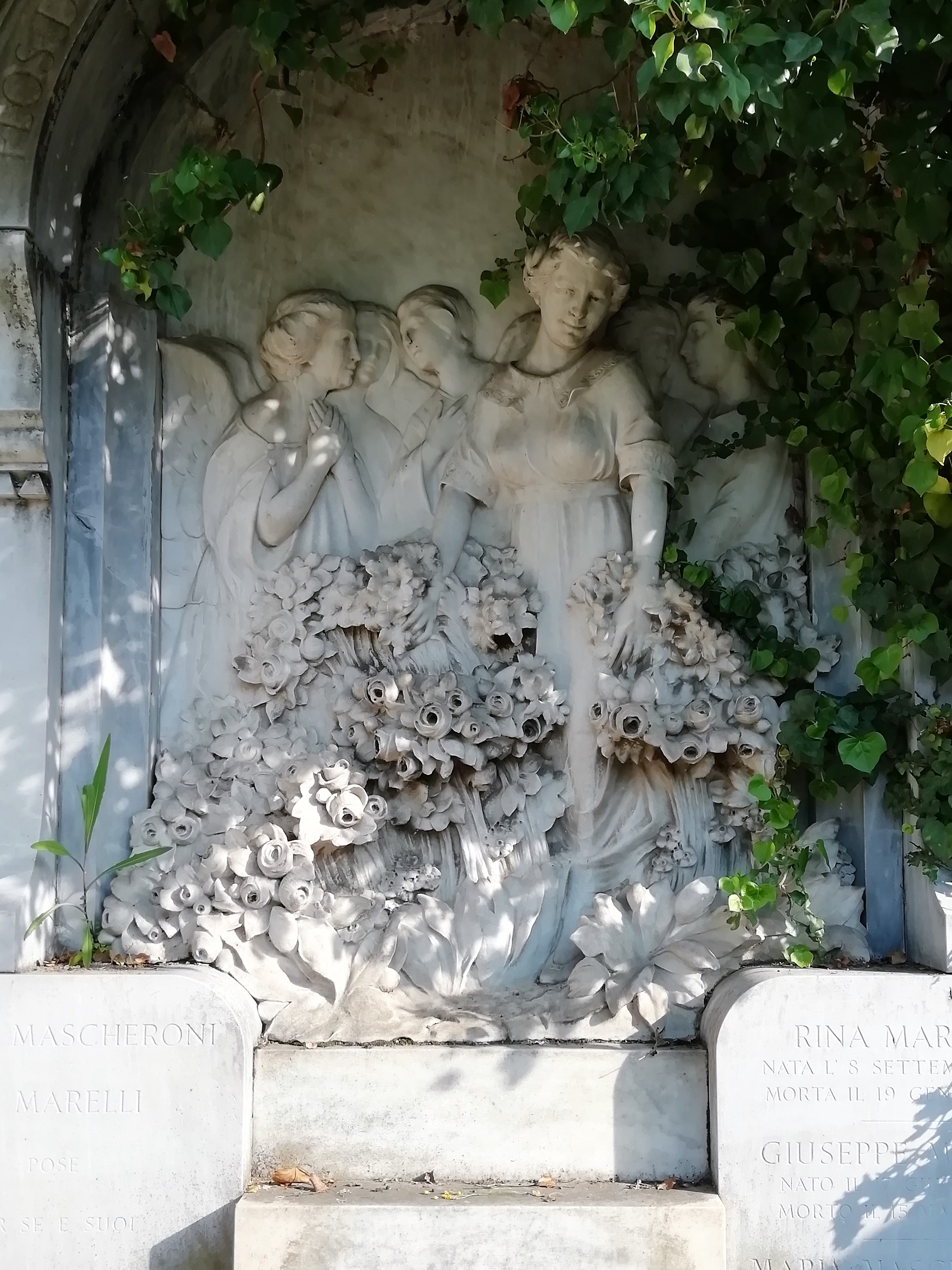
Monumento Mascheroni, lungo il muro di cinta del Campo degli Ospedali della Certosa di Bologna

## Opere
Tra le sue opere principali:
- 1902 , lapide Madonna del Popolo, cappella maggiore, S. Pietro[9]
- 1906, leoncino reggente lo stemma cittadino posto all’inizio della scalinata all’ingresso, Palazzo d'Accursio
- 1910, restauri interni, portale in cotto e due angeli sull’arco che introduce alla cappella maggiore, chiesa di Santa Maria del Borgo[4][10]
- 1910, quattro interventi di restauro, chiesa cattedrale di San Pietro
- 1914, medaglione bronzeo dedicato al card. Domenico Svampa
- 1918, busti di p. M. Casimiro Ubaldo Cinti e Pellegrino Stagni, marmo, chiesa di San Lorenzo[4]
- 1918, cattedra marmorea, chiesa di S. Maria della Carità, in via S. Felice (in parte ricomposta sul retro della chiesa)
- 1919/20, le lapidi ai Caduti della prima guerra mondiale, chiesa di Santa Maria Annunziata, Vedrana[11][12]
- 1921, lavori nel battistero, chiesa della SS. Trinità in via S. Stefano
- 1921, lavori nel battistero, chiesa di S. Giovanni Battista dei Celestini, via d’Azeglio
- 1922, monumento ai Caduti, San Giorgio di Piano[7]
- 1922, monumento funebre al card. Giorgio Gusmini
- 1923, monumento ai Caduti, Baricella[13]
- 1924, lapide a ricordo dei dipendenti comunali Caduti in guerra, cortile di Palazzo d'Accursio
- 1924, busto marmoreo di mons. Pellegrino Stagni, chiesa di San Lorenzo
- 1925, monumento ai Caduti della prima guerra mondiale, Budrio[14]
- 1925, lapide in memoria di don Giuseppe Codicé a lato dell’altare di San Luigi
- 1925, monumento ai Caduti, Bentivoglio[4]
- 19 statue poste sulla facciata della chiesa del S. Cuore in Prati, Roma, Lungotevere
- Vari busti marmorei in collezioni private
- Una serie di busti in gesso di personaggi della famiglia Cocchi, custoditi nel Torrione del Risorgimento e nei depositi della pinacoteca
- Tre statue (S. Cuore, S. Caterina Vigri, S. Margherita M. Alacoque), tempio del Sacro Cuore, via Matteotti (disperse dopo il rifacimento dell’altare maggiore nel 1938)

### Opere nella Certosa di Bologna
- Pietà della Cella Benni, (Certosa, Chiostro VI) 1914
- Monumento Cenciatti Lucarelli, (Certosa, Galleria del Chiostro IX)
- Monumento Giberti (Certosa, Galleria del Chiostro IX)
- Tomba Modoni (Certosa, Area Carducci)
- Tomba Moschetti (Certosa, Chiostro VIII)
- Tomba	Mascheroni (Certosa, Campo dell'Ospedale)
- Tomba Nannetti (Certosa, Area Carducci) 1916
- Tomba Poggi (Certosa, Chiostro VI)